# Kerspetalsperre
Die auf dem Stadtgebiet von Halver, Kierspe und Wipperfürth gelegene Kerspetalsperre dient der Trinkwassergewinnung der Städte Wuppertal, Wipperfürth und Remscheid. Die in den Jahren 1908 bis 1912 erbaute Gewichtsstaumauer aus bearbeitetem Bruchstein staut die Kerspe. Das Absperrbauwerk entstammt der Feder von Otto Intze, Aachen. Bis zum 31. Dezember 2015 war der Talsperrenbetreiber der im Jahr 1913 in Betrieb genommenen Anlage die Wuppertaler Stadtwerke (WSW). Am 1. Januar 2016 ging die Talsperre in den Besitz des Wupperverbands über, der sie zusammen mit der Herbringhauser Talsperre für 46 Mio. Euro von der WSW erworben hatte.
Die auf dem Gebiet des Oberbergischen Kreises und des Märkischen Kreises in Nordrhein-Westfalen gelegene Stauanlage zum dauernden Speichern von Trinkwasser untersteht dem staatlichen Umweltamt Köln. Jedes Jahr werden ihr 20 Mio. m³ entnommen, die maximale tägliche Entnahmemenge beträgt 70.000 m³.
Das Einzugsgebiet des Stausees ist ein Wasserschutzgebiet nach dem Wasserhaushaltsgesetz (WHG). Der Zugang zum Ufer ist für den Publikumsverkehr nicht möglich, da es sich in der Wasserschutzzone I befindet.
Die Staumauer wurde in den 1990er Jahren saniert und verstärkt. Sie bekam dabei einen Kontrollgang und eine vorgesetzte Dichtwand. Auch sämtliche Betriebs- und Überwachungseinrichtungen wurden erneuert. Auch eine Kleinwasserkraftanlage mit 2 × 68 kW Leistung wurde eingebaut.
Mehrere Wohnplätze sind beim Aufstau überflutet worden, darunter Ober- und Niederhersbach, Kerspe, Kersper Brücke, Strombach, Strombacher Hammer  und mehrere Pulvermühlen am Kerspebach.
Im Einzugsbereich der Kerspetalsperre lag die Einzelhofsiedlung (regionale Sonderform des Hallenhauses) Rhinschenschmidthausen. Mit der Überführung in das LVR-Freilichtmuseum Kommern ist sie vor dem Untergang im steigenden Talsperrenwasser bewahrt worden. Heute kann das Haus aus Rhinschenschmidthausen, erbaut 1724, dort in der Baugruppe Bergisches Land besichtigt werden.

## Bilder

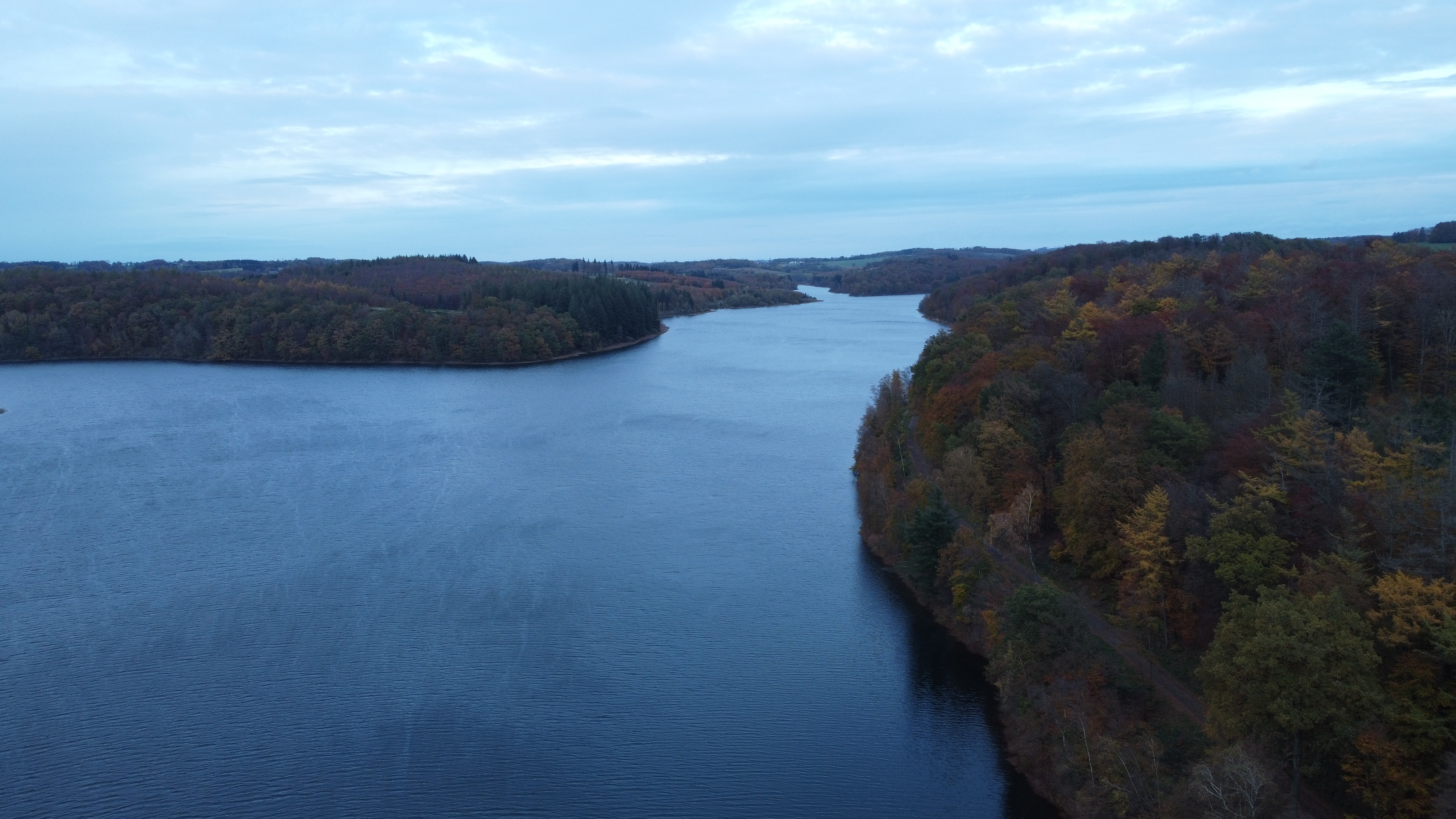
Stausee im Herbst
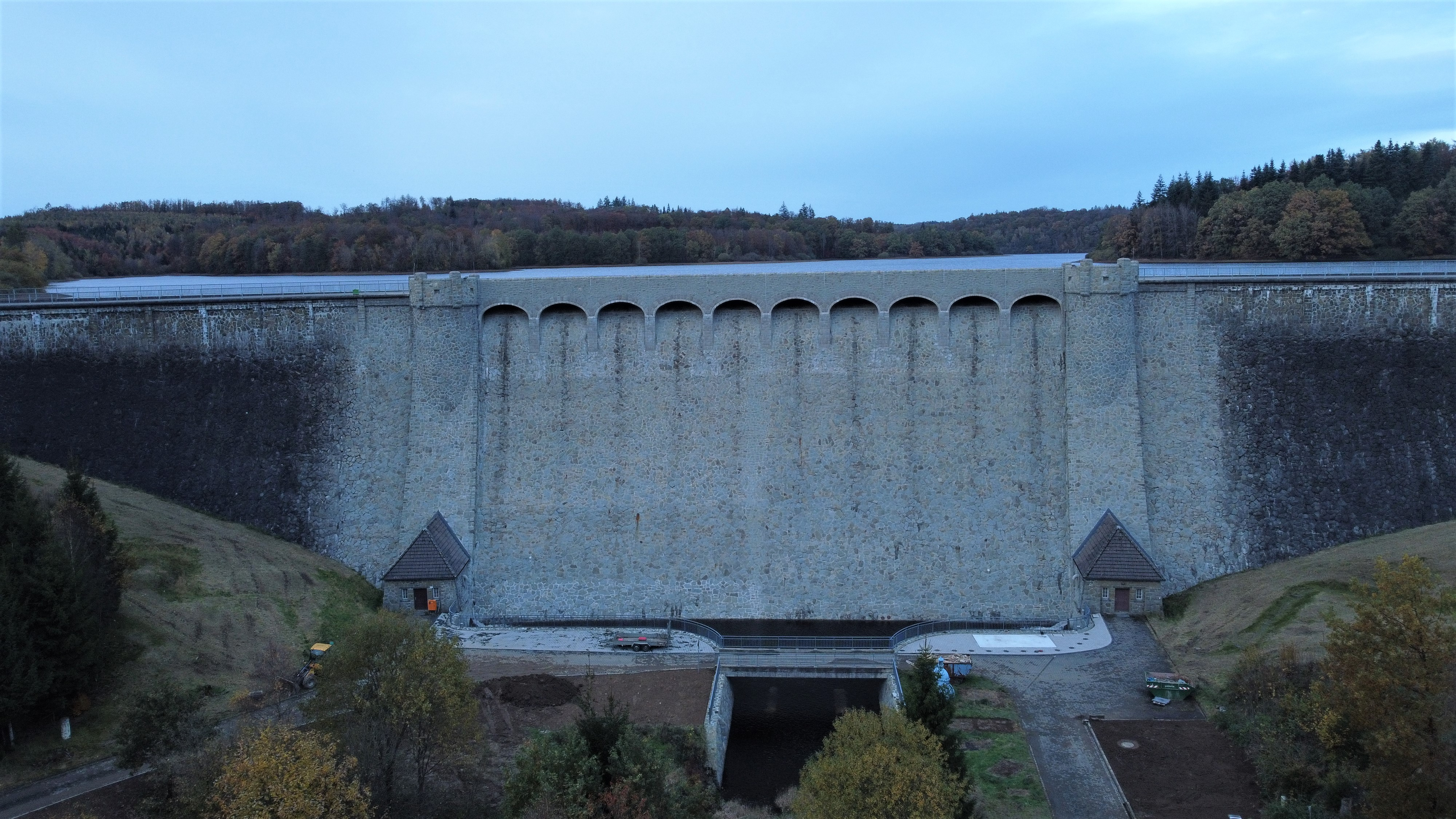
Gewichtsstaumauer der Talsperre
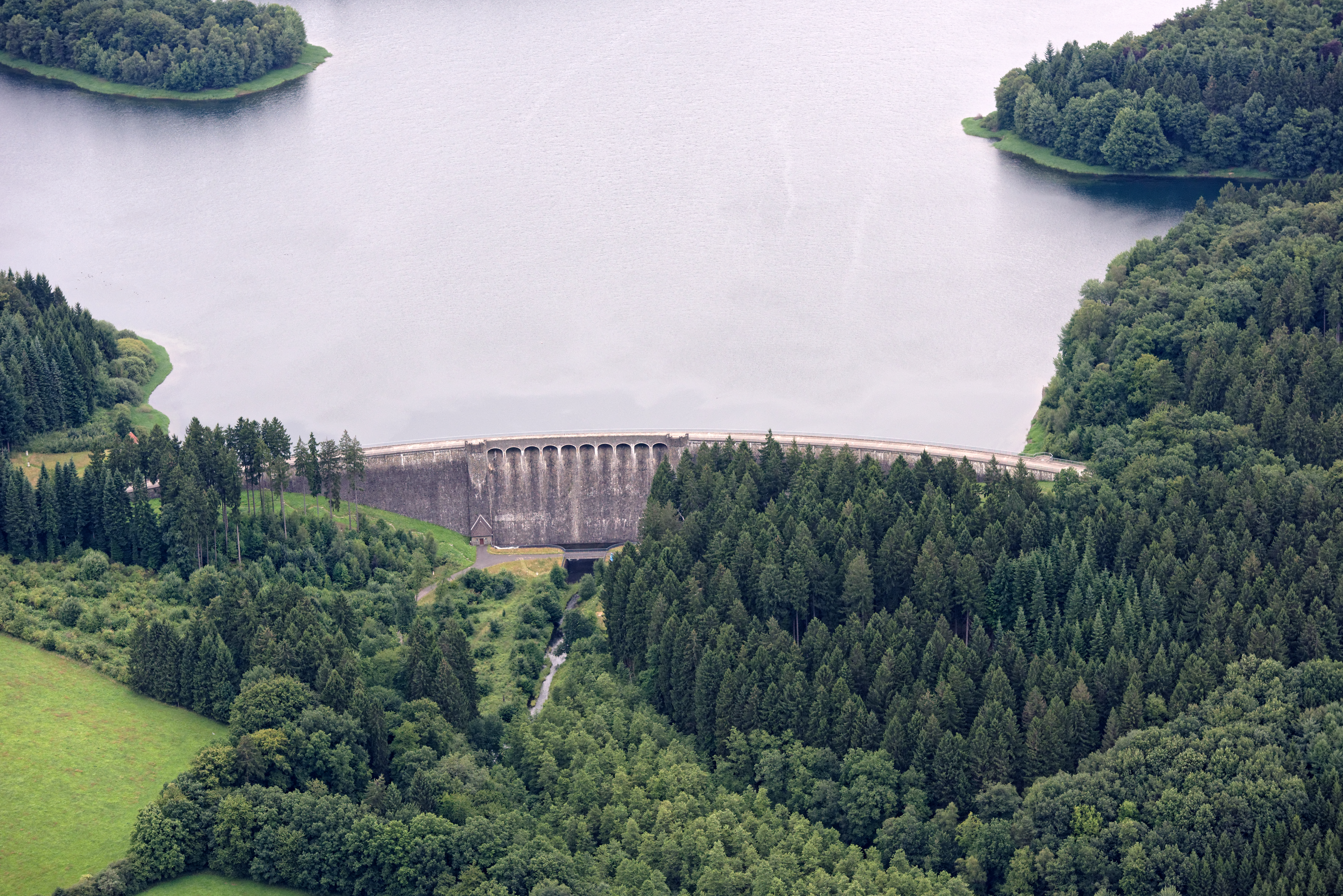
Talsperrenmauer aus der Luft
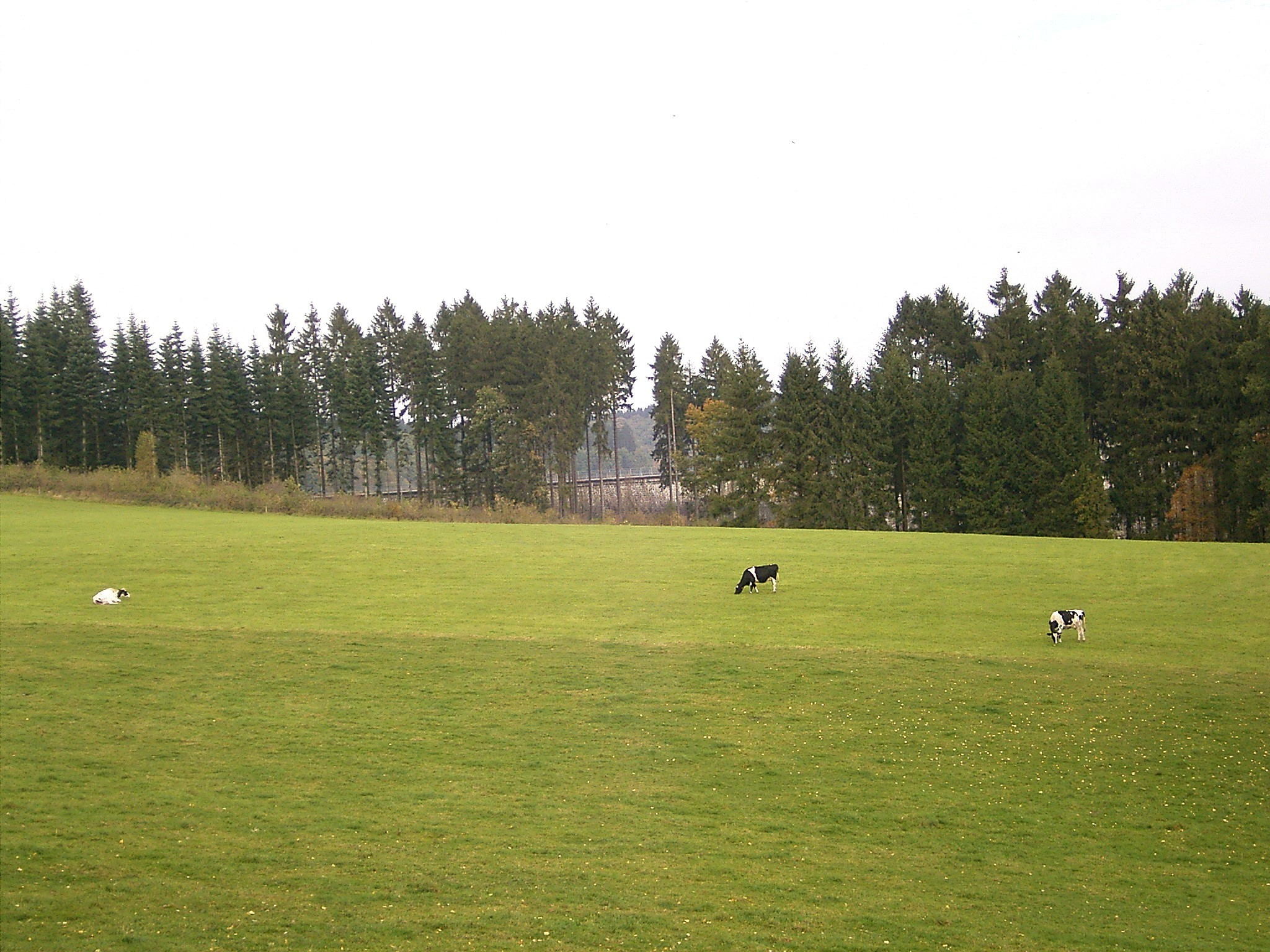
Die Talsperrenmauer aus der Ferne
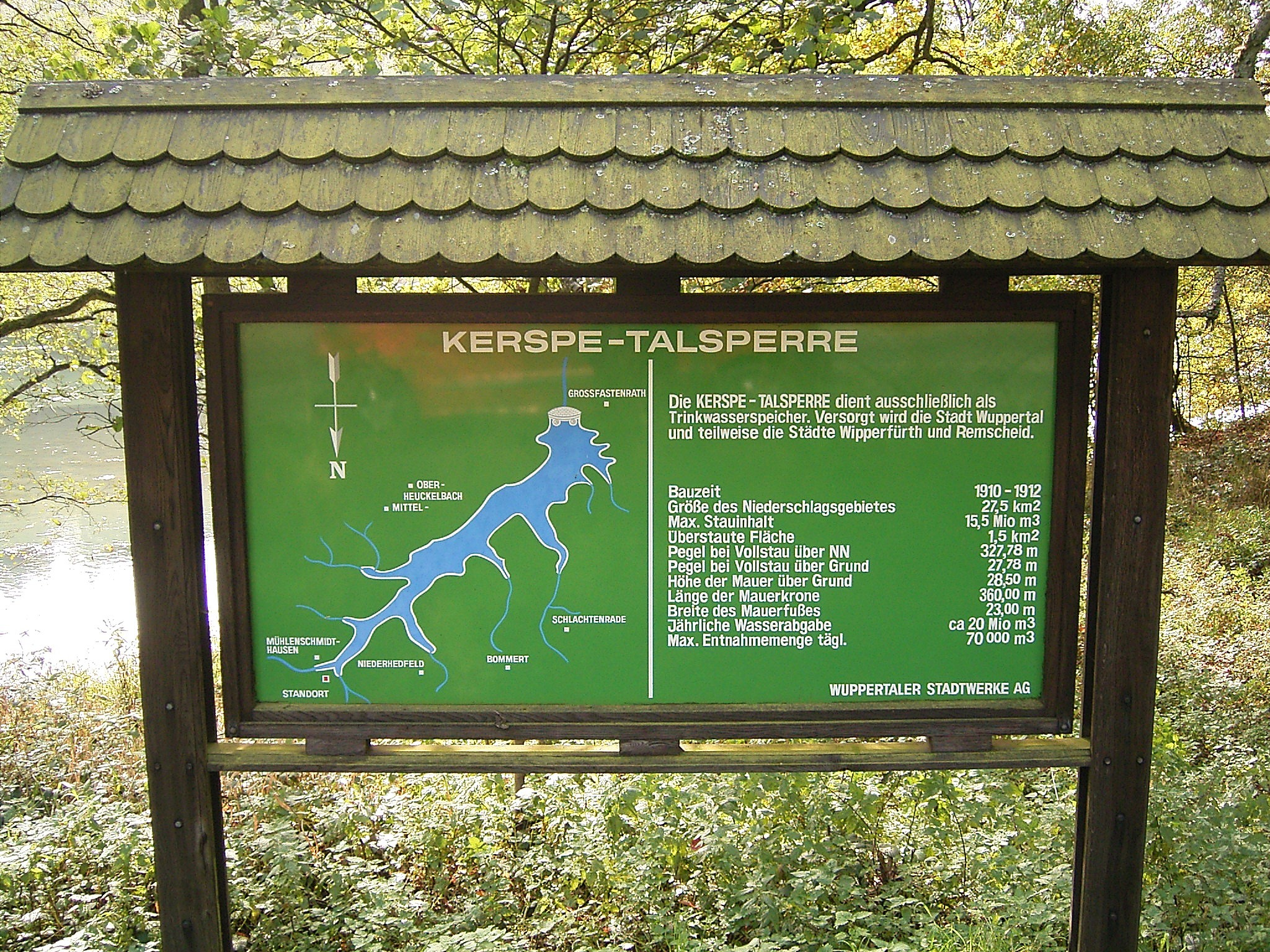
Hinweisschild mit Kenndaten
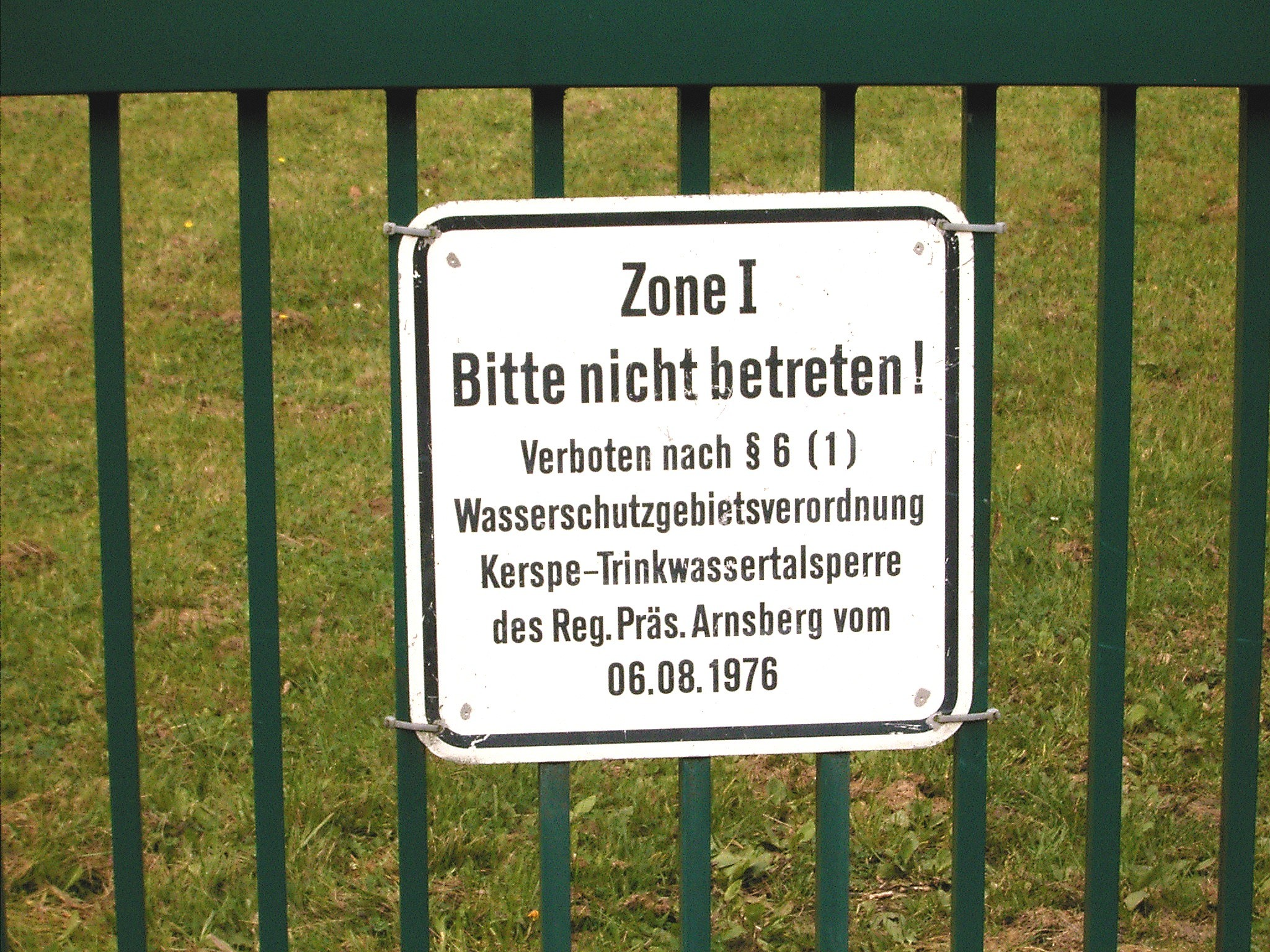
Betreten verboten!
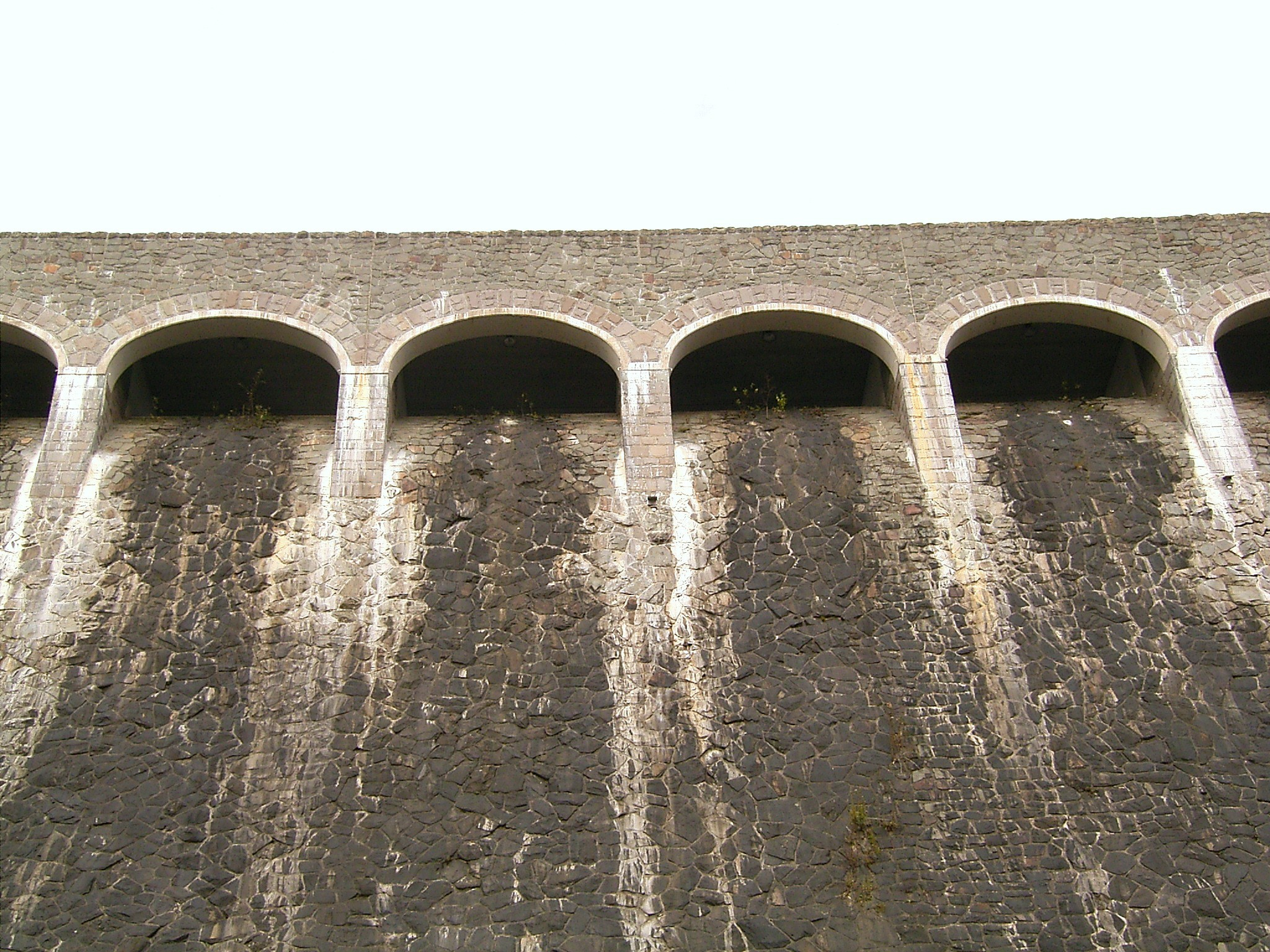
Der Überlauf der Staumauer von unten gesehen
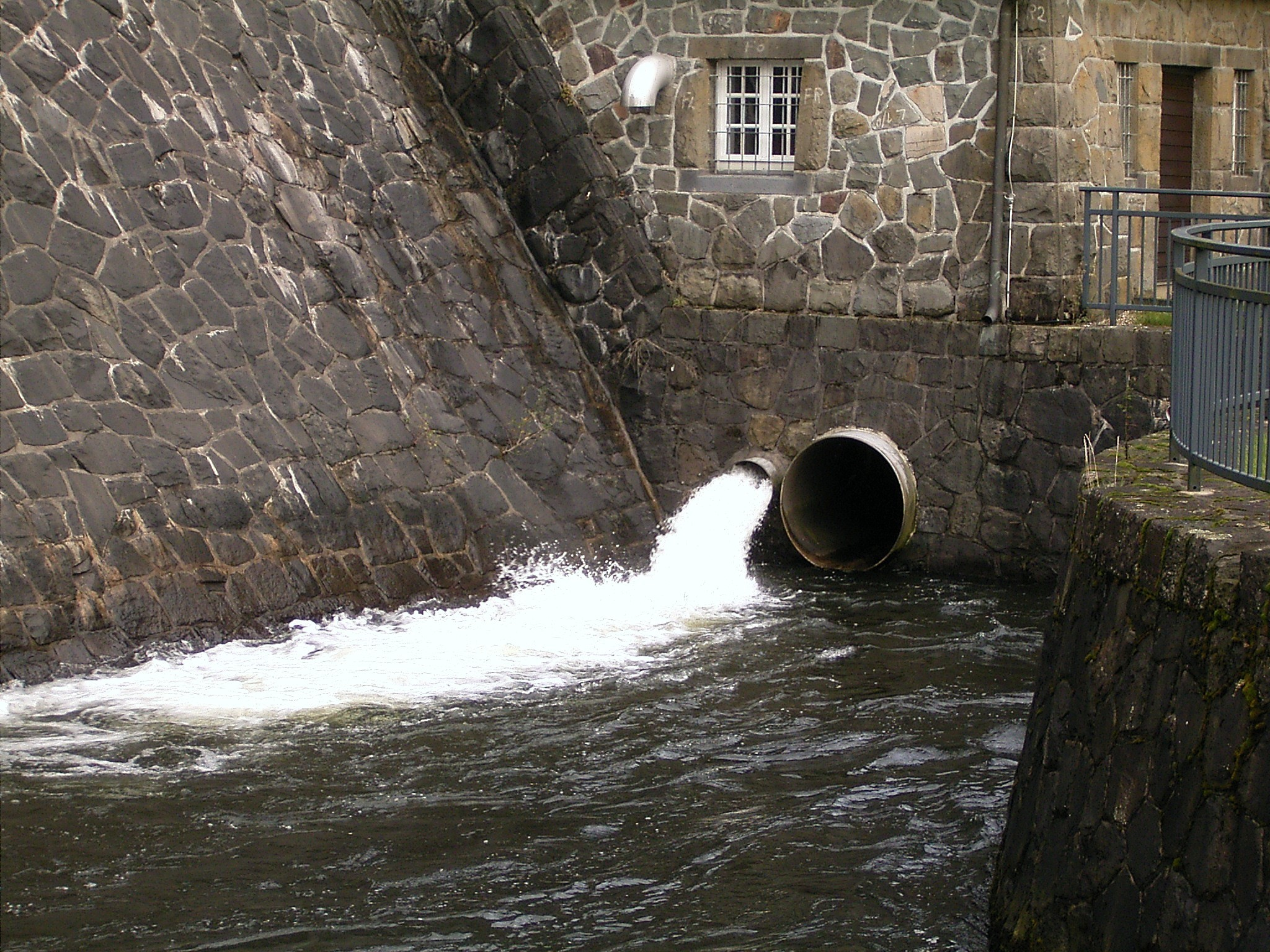
Wasserablauf der Kraftanlage ins Tosbecken
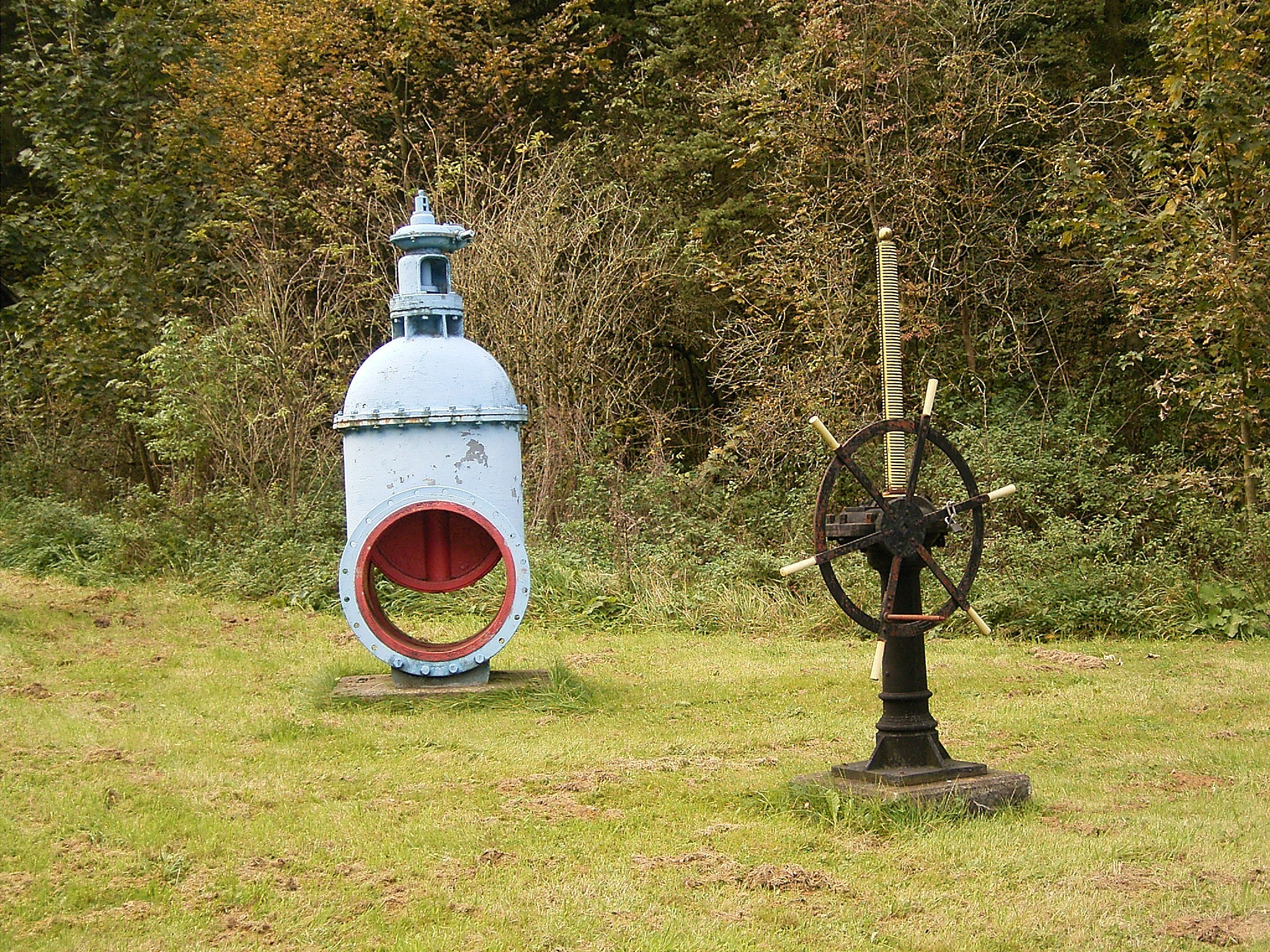
Ausgestellte ehemalige Armaturen